# Народно военно тилово училище
Народното военно тилово училище е военноучебно заведение в България създадено за обучение на офицери, които да служат в тиловите служби на българската армия и съществува в периода 1950 – 1955 година.

## История
Създадено е на 19 август 1950 г. с министерска заповед № 465. Първите офицери и старшини пристигат от закритата Народна пехотна школа „Бачо Киро“. Училището се помещава в сградата на тила на първа армия в София. За първи негов началник е назначен полковник Илия Герджиков. Първите курсанти са приети на 21 септември 1950 г. Първият випуск се състои от три роти: първа рота от 75 курсанти – 50 интенданти и 25 финансово-счетоводни; втора рота – квартирно строители – 50 курсанти (2 годишен курс на обучение) и 50 курсанти снабдители ГСМ (гориво-смазочни материали) (1 годишен курс на обучение); трета рота – 100 курсанти автомобилни техници (1 годишен курс на обучение). Отделно са приети взвод от 25 моряци за нуждите на ВМС (военноморски сили).
На 5 април 1951 г. училището е преместено в бившите казарми на 5-и пехотен дунавски полк, тогава 11 пехотен полк РГК (резерв на главното командване). Военнопощенския номер на училището е 85 420. Първите завършили курсанти са произведени в чин лейтенант на 1 май 1951 г. (автомобилните техници), а вторите завършили на 1 септември (снабдители ГСМ, моряците за ВМС и някои автомобилни техници). На 9 септември 1952 г. завършват и интендантите и счетоводителите. Приемът на курсанти постепенно е увеличен и на 15 април 1954 г. са приети допълнително 5 курсантски роти – курсанти-снабдители, жп-строители, автомобилисти, рота старшини за придобиване на офицерско звание, деловодители. От 4 октомври 1954 г. обучение преминава от дву- на тригодишно и се премахват специалностите „квартирни строители“ и „финансово-счетоводна“. Със заповед № 475 от 27 октомври 1955 г. училището е закрито и присъединено към Народното военно училище „Васил Левски“.

## Началници
Званията са към датата на заемане на длъжността:
- Полковник Илия Герджиков (19 август 1950 – 2 февруари 1954 г.)
- Полковник Пъшо Динков (2 февруари 1954 – 19 октомври 1955 г.)